# Іксіон (міфологія)
Іксіо́н (дав.-гр. Ιξίων, лат. Ixīōn, грец. Ιξίονας) — у давньогрецькій міфології син Флегія (або Ареса), цар лапітів, батько Пейрітоя, чоловік Дії.

## У міфах

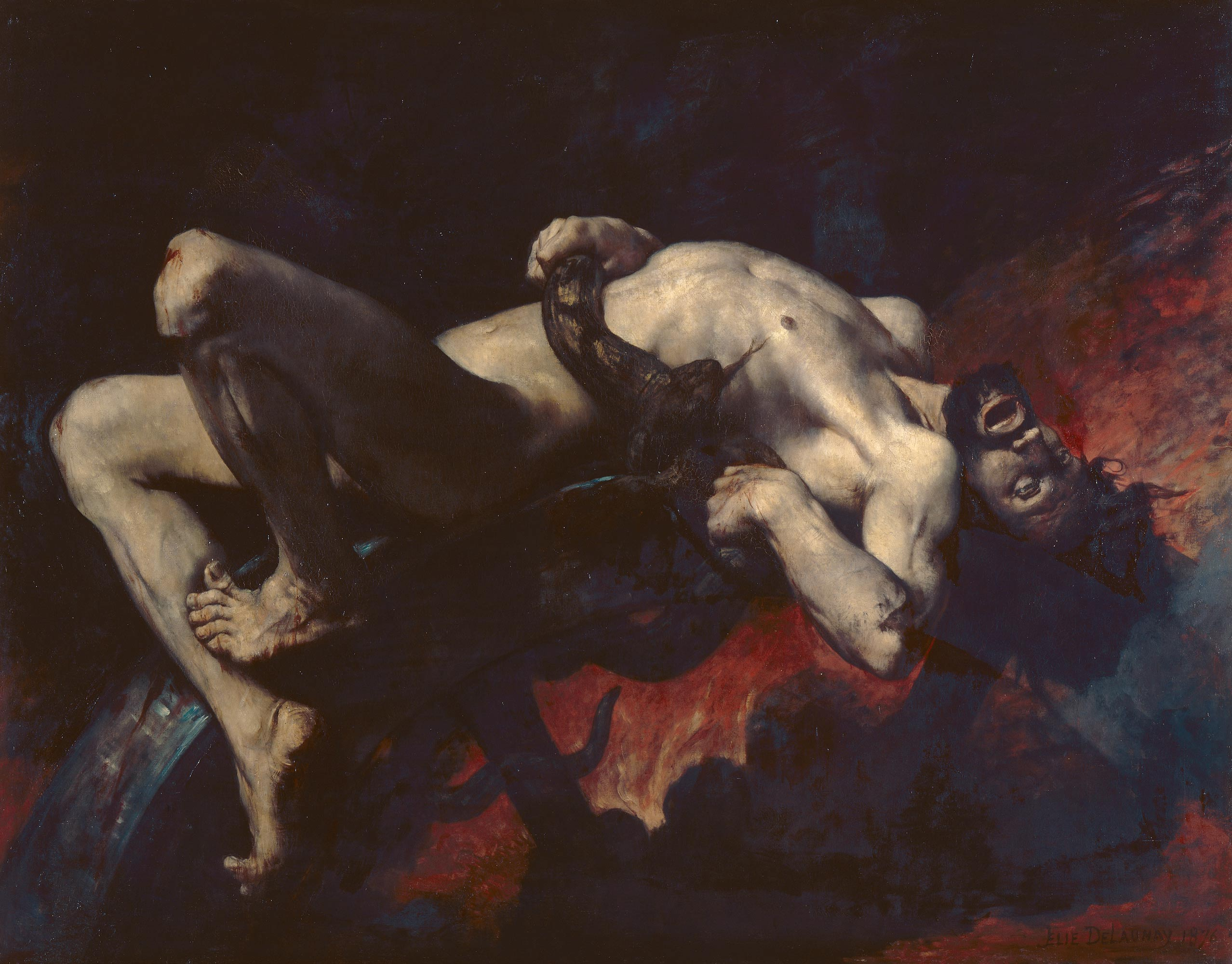
Тортури Іксіона, Жуль-Елі Делоне, 1876 р.

Іксіон був сином царя лапітів Флегія. Він погодився одружитися з Дією, дочкою Дейонея, пообіцявши за неї багатий викуп, і запросив Дейонея на бенкет. Однак, не бажаючи ділитися багатством, Іксіон влаштував смертельну пастку. Він наказав вирити яму перед палацом і розвести в ній велике багаття, так що Дейоней впав у неї та живцем згорів.
Боги визнали цей вчинок огидним, однак Зевс, який поводився так само негідно заради коханок, не тільки дозволив йому очиститися від гріха, але й запросив поїсти за своїм столом.
Попри це Іксіон виявився невдячним і задумав спокусити Геру, яка, як він вважав, буде рада можливості помститися Зевсу за його численні зради. Зевс, розгадавши наміри Іксіона, створив хмару в подобі Гери. Сп'янілий Іксіон не помітив підміни та віддався любовним втіхам з обманкою. Тоді Зевс несподівано з'явився й наказав Гермесу безжально висікти Іксіона, поки той не визнає, що треба шанувати своїх благодійників. Після того Зевс прив'язав Іксіона до вогняного колеса, яке безупинно котиться по небу.
Хибній Гері дали ім'я Нефела, вона народила від Іксіона Кентавра. Коли Кентавр виріс, магнісійські кобили народили наступних кентаврів, з яких найзнаменитішим був Хірон.

## У мистецтві

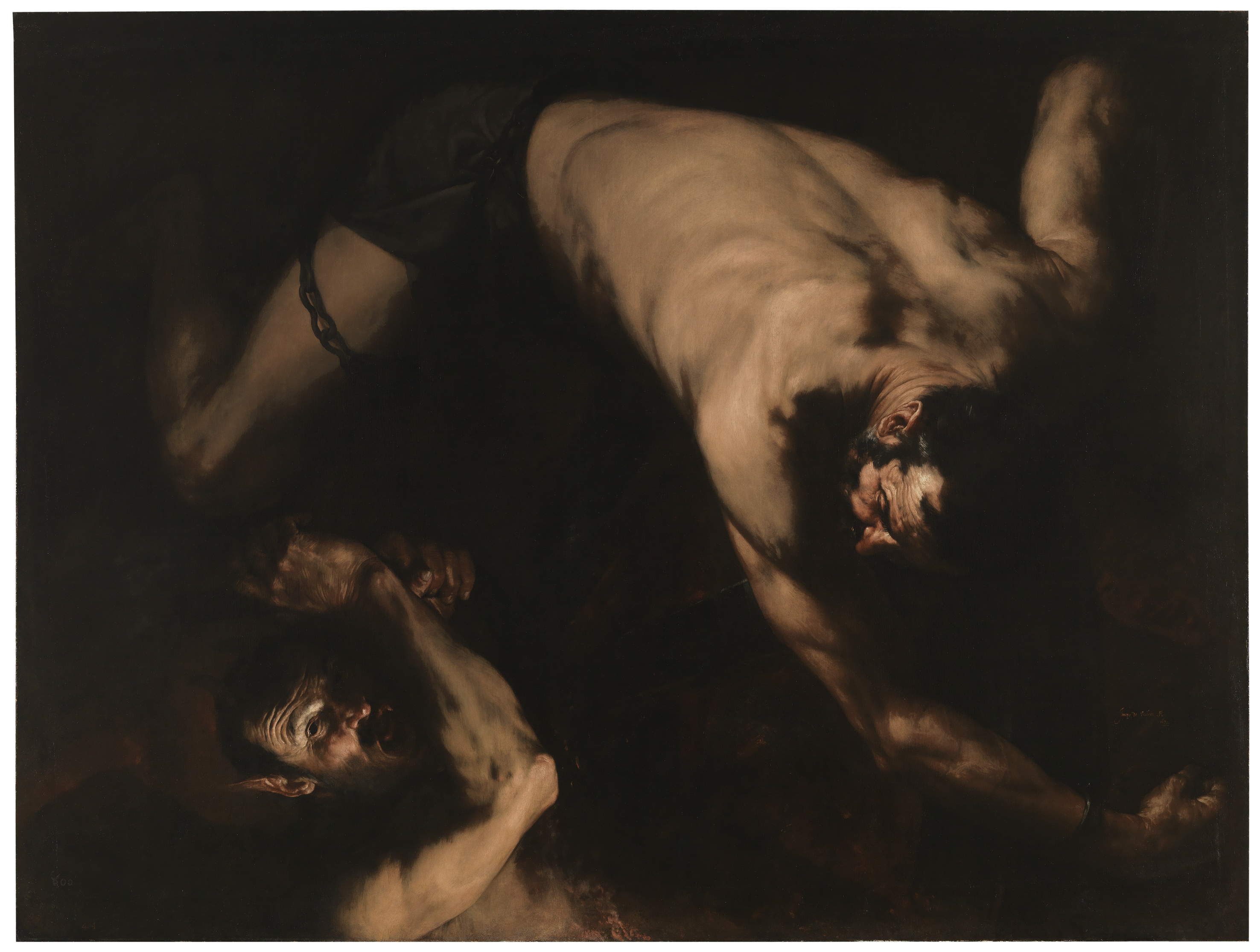
Покарання Іксіона на картині Хосе де Рібери, 1632 р.

Іксіон зображений на кількох червонофігурних грецьких кубках, де він показаний у полоні фурій. На кантарі, датованому близько 450 р. до н. е. Іксіона тримають Гермес і Арес, поки Афіна на задньому плані готує колесо. Така ж сцена є на римській фресці з Помпеїв.
Червонофігурна чаша 500 р. до н. е. зображає його прив'язаним до колеса, причому не мотузками, а зміями. Про те, що міф про Іксіона поширився за межі Греції, свідчить етруська камея V ст. до н. е., на якій зображено цього злого шахрая. Іксіон також з'являється на римському саркофазі 160—170 рр. н. е. разом з іншими сумнозвісними лиходіями, які так само отримали вічне покарання від Зевса: Сізіфом і Танталом.
Покарання Іксіона зображали митці Відродження Гендрік Гольціус, Корнеліс Блумарт II, Корнеліс ван Гарлем. Потім — Джованні Баттіста Ланджетті, Хосе де Рібера, Жуль-Елі Делоне.

## Трактування образу
На думку Роберта Грейвса, Іксіон, розіп'ятий на колесі — це символ сонця; в багатьох європейських народів відомий обряд пускання з гори палаючого колеса при святкуванні літнього сонцестояння. Скочування колеса символізує, що день після цієї дати коротшає.